# The Best of (həd) Planet Earth
The Best of (həd) Planet Earth – składanka największych hitów zespołu (hed) P.E

## Lista utworów
1. „Suck It Up”
2. „Bartender”
3. „Blackout”
4. „Killing Time”
5. „Ken 2012”
6. „Waiting to Die”
7. „Serpent Boy”
8. „Swan Dive”
9. „Darky”
10. „Other Side”
11. „Ground”
12. „Firsty”
13. „The Meadow (Special Like You)”
14. „Tired of Sleep (T.O.S.)”
15. „Feel Good”